# Pseudhymenochirus merlini
Pseudhymenochirus merlini là một loài ếch thuộc họ Pipidae. Chúng là đại diện duy nhất của chi Pseudhymenochirus. Loài này có ở Guinea, Guinea-Bissau, và Sierra Leone.
Môi trường sống tự nhiên của chúng là rừng ẩm vùng đất thấp nhiệt đới hoặc cận nhiệt đới, sông ngòi, đầm nước ngọt, và đầm nước ngọt có nước theo mùa. Chúng không bị đe dọa tuyệt chủng.